# Zjednoczone Emiraty Arabskie na Mistrzostwach Świata w Lekkoatletyce 2015
Zjednoczone Emiraty Arabskie na Mistrzostwach Świata w Lekkoatletyce 2015 – reprezentacja Zjednoczonych Emiratów Arabskich podczas mistrzostw świata w Pekinie liczyła 2 zawodniczki.

## Występy reprezentantów Zjednoczonych Emiratów Arabskich
| Konkurencja      | Zawodniczka         | Eliminacje | Eliminacje | Półfinał | Półfinał | Finał    | Finał   |
| Konkurencja      | Zawodniczka         | Rezultat   | Pozycja    | Rezultat | Pozycja  | Rezultat | Pozycja |
| ---------------- | ------------------- | ---------- | ---------- | -------- | -------- | -------- | ------- |
| Bieg na 1500 m   | Betthem Desalegn    | 4:05,73    | 9. Q       | 4:17,92  | 21.      | NQ       | NQ      |
| Bieg na 5000 m   | Betthem Desalegn    | 15:48,52   | 18.        | —        | —        | NQ       | NQ      |
| Bieg na 10 000 m | Alia Saeed Mohammed | —          | —          | —        | —        | DNF      | DNF     |